# Fossa infraspinata

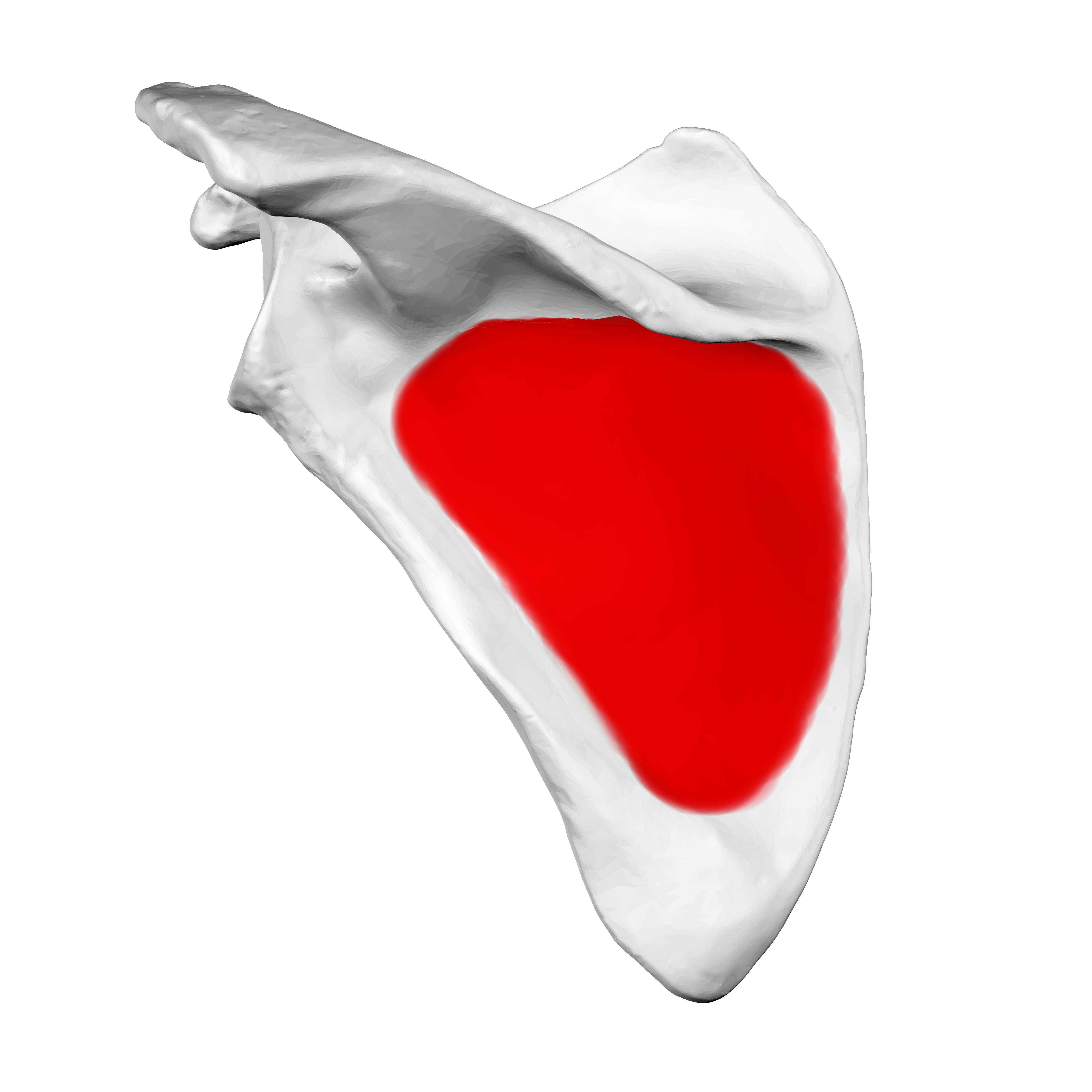
Illustrazione di una scapola umana. La fossa infraspinosa è indicata in rosso.

La fossa infraspinata (o fossa del sottospinato, fossa sottospinata, fossa infraspinosa) è una depressione della scapola localizzata sulla superficie dorsale della scapola, immediatamente al di sotto della spina della scapola. 
La fossa infraspinata è molto più grande della sovrastante  fossa sopraspinata ed accoglie nei due terzi mediali il muscolo sottospinato; il terzo laterale della fossa è coperto interamente da questo muscolo.
Verso il margine laterale della fossa è individuabile un rilievo che decorre parallelamente al margine ascellare della scapola. Questo rilievo individua una zona nella quale prendono origine i muscoli piccolo rotondo (nei 2/3 superiori) e grande rotondo (zona più declive)
Verso il suo margine vertebrale è presente una concavità superficiale nella sua parte superiore; il suo centro presenta una convessità prominente, mentre vicino al confine ascellare vi è un solco profondo che va dalla parte superiore verso la parte inferiore.